# 1359

## Události
- 4. září – sňatek Meinharda Bavorského s Markétou Habsburskou

### Probíhající události
- 1337–1453 – Stoletá válka
- 1351–1368 – Povstání rudých turbanů

## Narození
Česko
- ? – Jan Parléř, český architekt německého původu († 1405/1406)

Svět
- 31. března – Filipa Lancasterská, manželka portugalského krále Jana I. († 19. července 1415)

## Úmrtí
- 21. února – Eufémie Sicilská, sicilská princezna (* 1330)
- 21. června – Erik XII. Magnusson, švédský spolukrál (* 1339)
- 13. října – Ivan II. Ivanovič, kníže moskevský a veliký kníže vladimirský z dynastie Rurikovců (* 30. března 1326)
- 25. října – Beatrix Kastilská, portugalská královna jako manželka Alfonse IV. (* 1293)
- 25. prosince – Beatrix Bavorská, manželka švédského protikrále Erika XII. (* 1344)
- ? – Gregorios Palamas, řecký (byzantský) mnich a světec (* 1296)

## Hlava státu
- České království – Karel IV.
- Moravské markrabství – Jan Jindřich
- Svatá říše římská – Karel IV.
- Papež – Inocenc VI.
- Anglické království – Eduard III.
- Francouzské království – Jan II.
- Polské království – Kazimír III. Veliký
- Uherské království – Ludvík I. Uherský
- Norské království – Haakon VI.
- Švédské království – Magnus IV.
- Lucemburské vévodství – Václav Lucemburský
- Byzantská říše – Jan V. Palaiologos